# Cauto Cristo
Cauto Cristo constituye uno de los trece municipios de la Provincia de Granma, en Cuba. Se encuentra situado en  en la zona noroeste de la provincia.

## Geografía
Cuenta con una extensión de 574,5 km² limitando al norte con Majibacoa de la Provincia de Las Tunas, con el municipio Calixto García y Cacocum de la Provincia de Holguín, al noroeste limita con Urbano Noris de la provincia de Holguín y al sur con Jiguaní y Bayamo al oeste con Río Cauto.

## Otros proyectos
- Wikimedia Commons alberga una categoría multimedia sobre Cauto Cristo.

- Datos: Q1332179
- Multimedia: Cauto Cristo / Q1332179